# روبرتو بروم (بازیکن فوتبال، زاده ۱۹۷۸)
روبرتو بروم (به پرتغالی: Roberto Brum Vallado) هافبک اهل برزیل است که در شهر São Gonçalo و در تاریخ ۷ ژوئیهٔ ۱۹۷۸ به دنیا آمده‌است. روبرتو بروم در تیم‌های فوتبال Fluminense سابقهٔ حضور دارد.